# Верные друзья (фильм)
«Верные друзья» — советская кинокомедия режиссёра Михаила Калатозова, снятая на киностудии «Мосфильм» в 1954 году по сценарию Александра Галича и Константина Исаева.

## Сюжет
Когда-то давно на одной из московских окраин жили три юных товарища: Сашка, Борька и Васька. Плавая на старенькой лодочке по речке Яузе и фантазируя о путешествии по большой реке, они поклялись друг другу когда-нибудь встретиться и осуществить свою мечту.
Прошло 30 лет. Борис Петрович Чижов стал известным профессором-нейрохирургом, Александр Фёдорович Лапин — доктором биологических наук, директором Экспериментального института животноводства, Василий Васильевич Нестратов — академиком архитектуры. Вспомнив когда-то данное друг другу обещание, Лапин собирает друзей, и втроём они отправляются на бревенчатом плоту вниз по большой реке.
Лапин встретит давно любимую и любящую его женщину. Чижов в одной из местных больниц, спасая раненую девушку, проведёт сложную черепно-мозговую операцию. Нестратов изменит своё отношение к жизни, убавив номенклатурную спесь.

## В ролях
- Василий Меркурьев — Василий Васильевич Нестратов, академик архитектуры
- Борис Чирков — Борис Петрович Чижов, профессор-нейрохирург
- Александр Борисов — Александр Фёдорович Лапин, профессор, животновод-селекционер
- Алексей Грибов — Виталий Григорьевич Нехода, начальник строительства в Осокине
- Лилия Гриценко — Наталья Сергеевна Калинина, животновод в Осокине, возлюбленная Лапина
- Людмила Шагалова — Катя Синцова, техник-строитель в Осокине
- Алексей Покровский — младший лейтенант осокинской милиции
- Людмила Геника — Машенька, врач осокинской больницы
- Юрий Саранцев — Серёжа, старпом парохода «Ермак», возлюбленный Кати
- Анатолий Дудоров — заместитель Неходы
- Николай Сморчков — Алексей Мазаев, секретарь осокинской комсомольской организации
- Александр Лебедев — матросик с «Ермака» (дебют в кино)
- Георгий Георгиу — референт Нестратова (в титрах как «Г. Георгеу»)
- Вера Вольская — Симочка, секретарша Нестратова
- Владимир Ратомский — пожилой матрос на барже (в титрах как «В. Ротомский»)
- Гавриил Белов — старик на барже
- Михаил Пуговкин — заведующий клубом водников
- Юрий Леонидов — 1-й матрос
- Василий Корнуков — 2-й матрос
- Константин Нассонов — генерал Исаченко
- Георгий Гумилевский — продавец обувного магазина
- Всеволод Санаев — посетитель Неходы (нет в титрах)
- Владимир Андреев — 1-й комсомолец
- Сергей Юртайкин — 2-й комсомолец
- Клавдия Козлёнкова — медсестра
- Александр Жуков — дед на барже (озвучивает Георгий Вицин)

## Музыка и песни из кинофильма
- Александр Борисов, Василий Меркурьев и Борис Чирков — «Лодочка» («Плыла, качалась лодочка по Яузе-реке…»), гитара — Сергей Сорокин. Музыка — Тихон Хренников[1], слова — Михаил Матусовский;
- Александр Борисов — «Романс Лапина» («Что так сердце, что так сердце растревожено…»), гитара — Сергей Сорокин. Музыка — Тихон Хренников[1], слова — Михаил Матусовский;
- Александр Борисов, Василий Меркурьев и Борис Чирков — «Речная песенка» («Мы вам расскажем, как мы засели…») в ритме классической мазурки. Музыка — Тихон Хренников[1], слова — Михаил Матусовский;
- Александр Борисов, Василий Меркурьев и Борис Чирков «Верные друзья» (Песня о дружбе) («И бывало в час тревоги, в сумрачный денёк, освещал нам все дороги дружбы огонёк…»). Музыка — Тихон Хренников, слова — Михаил Матусовский.

В конце 1950-х и начале 1960-х годов музыка и песни к кинофильму выпущены на грампластинках ленинградским заводом «Аккорд» (Д-003482 и другие). В середине 1960-х годов — фирмой «Мелодия».

## Съёмочная группа
- Сценаристы: Александр Галич, Константин Исаев
- Режиссёр-постановщик: Михаил Калатозов
- Оператор-постановщик: Марк Магидсон
- Художник-постановщик: Алексей Пархоменко
- Режиссёры: Владимир Герасимов, Лев Брожовский
- Композитор: Тихон Хренников
- Звукорежиссёр: Валерий Попов
- Текст песен: Михаил Матусовский

## Создание фильма
В фильме «Верные друзья» кинорежиссёр Михаил Калатозов в первый и единственный раз обратился к жанру комедии. Фильм было решено снимать по сценарию Александра Галича и Константина Исаева «На плоту», представленному на «Мосфильм» ещё весной 1952 года и отправленному на переработку. Во время работы над фильмом сценарий также претерпевал изменения. Например, изначально в нём не было такого персонажа, как бюрократ Нехода, сыгранный Алексеем Грибовым, а персонаж Василия Меркурьева — академик архитектуры Нестратов — был астрономом. Кстати, роль Нестратова вначале предназначалась для Николая Черкасова, но он отказался после прочтения сценария. Сцена допроса Нестратова милиционером в ходе съёмок растянулась, превратившись из минутного эпизода в крупную комическую сцену. Борис Чирков попросил Калатозова пригласить на роль врача сельской больницы Машеньки его жену — актрису Людмилу Генику, специально для которой в сценарий была внесена дополнительная сцена операции. Роль Натальи Калининой первоначально отдавалась Лидии Смирновой, но она, сначала согласившись, потом отказалась, и роль сыграла Лилия Гриценко.
Съёмки фильма начались в Москве летом 1953 года и закончились в октябре того же года в Ростове-на-Дону. Сцена с главными героями в детстве снята на Яузе у Электрозавода, до перекладки русла реки. После того как все московские эпизоды были отсняты, киногруппа переместилась в Калужскую область для натурных съёмок речного путешествия, которые проходили на Оке в окрестностях Тарусы. С приходом осенних дождей киногруппа направилась в Ростов-на-Дону, погода была ясная и ещё по-летнему тёплая. Плот, на котором плыли главные герои, при переезде был аккуратно разобран, каждое бревно пронумеровано, а по прибытии на новое место тщательно восстановлен. В октябре в Ростове-на-Дону тоже похолодало и актёрам, снимавшимся в летней одежде на пронизывающем ветру, приходилось изображать, что им очень тепло. Фильм предполагалось назвать «Старые друзья», однако уже после окончания съёмок по просьбе драматурга Леонида Малюгина — автора одноимённой пьесы — название поменяли на «Верные друзья».
Фильм был снят на импортную плёнку «Кодак», обладавшую хорошей цветопередачей, благодаря чему картина получилась достаточно красочной.

## О фильме
Фильм стал одной из первых кинематографических ласточек приближающейся «Оттепели»: по словам Бориса Чиркова, актёры и режиссёр пытались не допустить «въевшихся в практику кино лакировки, подкрашивания действительности». При этом согласно А. Галичу фильм был подвергнут многочисленным исправлениям в угоду цензурным требованиям, став менее острым и смешным. Картина пользовалась популярностью у зрителей и была одним из лидеров проката 1954 года.
Многие реплики, целые сцены разговоров и споров трёх друзей — спонтанная импровизация трёх крупных мастеров кино, порождающая порой потрясающее ощущение естественности происходящего. Чтобы облегчить актёрам общение в кадре, экранные герои Меркурьева, Чиркова и Борисова получили имена и отчества исполнителей ролей: Василий Васильевич (Нестратов), Борис Петрович (Чижов) и Александр Фёдорович (Лапин).
Истинным украшением фильма стали песни в исполнении актёрского трио — высокая техника сценического пения позволяет разложить песни в традиционное русское трёхголосие, а прекрасно узнаваемые тембры голосов Александра Борисова (тенор), Бориса Чиркова (баритон) и Василия Меркурьева (бас) великолепно сочетаются друг с другом.

## Влияние
В 2004 году Андрей Панин и Тамара Владимирцева сняли сериал «Полный вперёд!», который является вольным ремейком фильма «Верные друзья».

## Награды
- Большая премия Михаилу Калатозову на Международном кинофестивале в Карловых Варах в 1954 году.

## Видео
В 1990-е годы фильм был выпущен на видеокассетах кинообъединением «Крупный план». В 2000-е годы фильм был отреставрирован и выпущен на DVD.
В 2016-м году фильм в высоком разрешении стал доступен для свободного просмотра на официальном youtube канале киноконцерна Мосфильм.